# Roczniak
Roczniak (tytuł oryg. The Yearling) – amerykański film familijny z 1946 w reżyserii Clarence’a Browna i według scenariusza Paula Osborna. W rolach głównych wystąpili Gregory Peck, Jane Wyman i Claude Jarman Jr. Jest on ekranizacją powieści o tym samym tytule Marjorie Kinnan Rawlings, opublikowanej w 1938.
24 kwietnia 1994 stacja CBS wyemitowała telewizyjną adaptację, gdzie w rolach głównych wystąpili Peter Strauss i Jean Smart.

## Fabuła
Film opowiada historię byłego żołnierza – weterana wojny secesyjnej – Ezry „Penny’ego” Baxtera (Peck), który razem z żoną Orą (Wyman) i synem Jodym (Jarman Jr.) osiedla się na farmie na Florydzie. Tytułowy „roczniak” to osierocony jelonek o imieniu Flag, którego przygarnia Jody. Gdy jelonek podrasta, zaczyna sprawiać kłopoty. Na życie Baxterów i stosunki w rodzinie kładzie się cieniem dawna tragedia, zaś przez fabułę cały czas przewijają się wątki dawnej historii Florydy.

## Obsada
Opracowano na podstawie materiału źródłowego:

- Gregory Peck – Ezra „Penny” Baxter
- Jane Wyman – Ora Baxter
- Claude Jarman Jr. – Jody Baxter
- Chill Wills – Buck Forrester
- Clem Bevans – Pa Forrester
- Margaret Wycherly – Ma Forrester
- Henry Travers – pan Boyles
- Forrest Tucker – Lem Forrester
- Donn Gift – Fodderwing Forrester
- Jeff York – Oliver Hutto (niewym. w czołówce)
- Joan Wells – Eulalie Boyles (niewym. w czołówce)
- June Lockhart – Twink Weatherby (niewym. w czołówce)

## Nagrody i nominacje
| Rok ceremonii | Nagroda                   | Kategoria                                                 | Odbiorcy i nominowani                           | Wynik     | Źródło |
| ------------- | ------------------------- | --------------------------------------------------------- | ----------------------------------------------- | --------- | ------ |
| 1947          | Nagroda Akademii Filmowej | Najlepszy film                                            | Sidney Franklin dla Metro-Goldwyn-Mayer         | Nominacja | [ 5 ]  |
| 1947          | Nagroda Akademii Filmowej | Najlepszy reżyser                                         | Clarence Brown                                  | Nominacja | [ 5 ]  |
| 1947          | Nagroda Akademii Filmowej | Najlepszy aktor pierwszoplanowy                           | Gregory Peck                                    | Nominacja | [ 5 ]  |
| 1947          | Nagroda Akademii Filmowej | Najlepsza aktorka pierwszoplanowa                         | Jane Wyman                                      | Nominacja | [ 5 ]  |
| 1947          | Nagroda Akademii Filmowej | Najlepszy kierunek artystyczny – dekoracja wnętrz (kolor) | Cedric Gibbons, Paul Groesse, Edwin B. Willis   | Wygrana   | [ 5 ]  |
| 1947          | Nagroda Akademii Filmowej | Najlepsze zdjęcia kolorowe                                | Arthur E. Arling, Charles Rosher, Leonard Smith | Wygrana   | [ 5 ]  |
| 1947          | Nagroda Akademii Filmowej | Najlepszy montaż                                          | Harold F. Kress                                 | Nominacja | [ 5 ]  |
| 1947          | Nagroda Akademii Filmowej | Academy Juvenile Award                                    | Claude Jarman Jr.                               | Wygrana   | [ 5 ]  |
| 1947          | Złoty Glob                | Najlepszy aktor w filmie dramatycznym                     | Gregory Peck                                    | Wygrana   | [ 11 ] |